# Гарнизов, Михаил Тихонович
Михаи́л Ти́хонович Гарнизов (1924, село Шигали, Буинский район, Татарская АССР, СССР — 28 августа 1943, Котелевский район, Полтавская область, Украинская ССР, СССР) — сержант Рабоче-крестьянской Красной Армии, участник Великой Отечественной войны, Герой Советского Союза (1944).

## Биография
Родился в 1924 году в селе Шигали Буинского района Татарской АССР в крестьянской семье. С 1930 года проживал в Самаре. Окончил семь классов школы, затем в 1941 году — школу фабрично-заводского ученичества, после чего работал на Куйбышевской кондитерской фабрике. В 1942 году был призван на службу в Рабоче-крестьянскую Красную Армию. С августа 1943 года — на фронтах Великой Отечественной войны, в звании гвардии сержанта был помощником наводчика пулемёта 200-го гвардейского стрелкового полка 68-й гвардейской стрелковой дивизии 4-й гвардейской армии Воронежского фронта.
18 августа 1943 года немецкие войска предприняли контратаку против советских войск в районе города Ахтырка Сумской области Украинской ССР. Оборона советских частей была прорвана, в результате чего танковые подразделения вермахта вышли к селу Каплуновка. 27 августа 1943 года, отражая вражеские контратаки, 200-й гвардейский стрелковый полк вышел к границе между Харьковской и Сумской областями. В тех боях получил ранение, но не покинул строя. На следующий день начался бой за высоту, которая располагалась в районе села Михайловка Первая Котелевского района Полтавской области. Выбив противника с высоты, бойцы, среди которых был и Гарнизов, отражали ожесточённые контратаки противника. Поджёг танк бутылкой с горючей смесью, а затем подбил его гранатой. В этом же бою погиб. Похоронен в братской могиле в селе Пархомовка Краснокутского района Харьковской области Украины.
Указом Президиума Верховного Совета СССР «О присвоении звания Героя Советского Союза генералам, офицерскому, сержантскому и рядовому составу Красной Армии» от 10 января 1944 года за «образцовое выполнение боевых заданий командования на фронте борьбы с немецко-фашистскими захватчиками и проявленные при этом отвагу и геройство» был удостоен посмертно высокого звания Героя Советского Союза. Также посмертно был награждён орденом Ленина.